# Rue d'Olivet
La rue d'Olivet est une voie du 7e arrondissement de Paris, en France.

## Situation et accès
La rue d'Olivet est une voie  située dans le 7e arrondissement de Paris. Elle débute au 68, rue Vaneau et se termine au 9, rue Pierre-Leroux.

## Origine du nom
Son nom fait référence à un lieu-dit, situé derrière l'ancien hospice des Incurables, actuellement l'hôpital Laënnec, et qui fut cédé par l'abbaye de Saint-Germain-des-Prés à Louis de Falconi, maître à la Chambre des Comptes, et ses associés, en 1645.

## Historique
Cette voie est ouverte en 1646, à la suite d'un bail fait par l'abbaye Saint-Germain, le 30 octobre 1645.
Cette voie, qui apparaît sur les plans de Paris à partir de 1670, porte d'abord le nom de « petite-rue Traverse » avant de prendre l'appellation de « rue d'Olivet » vers le début du XVIIIe siècle.
Le lycée Albert-de-Mun se trouve au no 2.

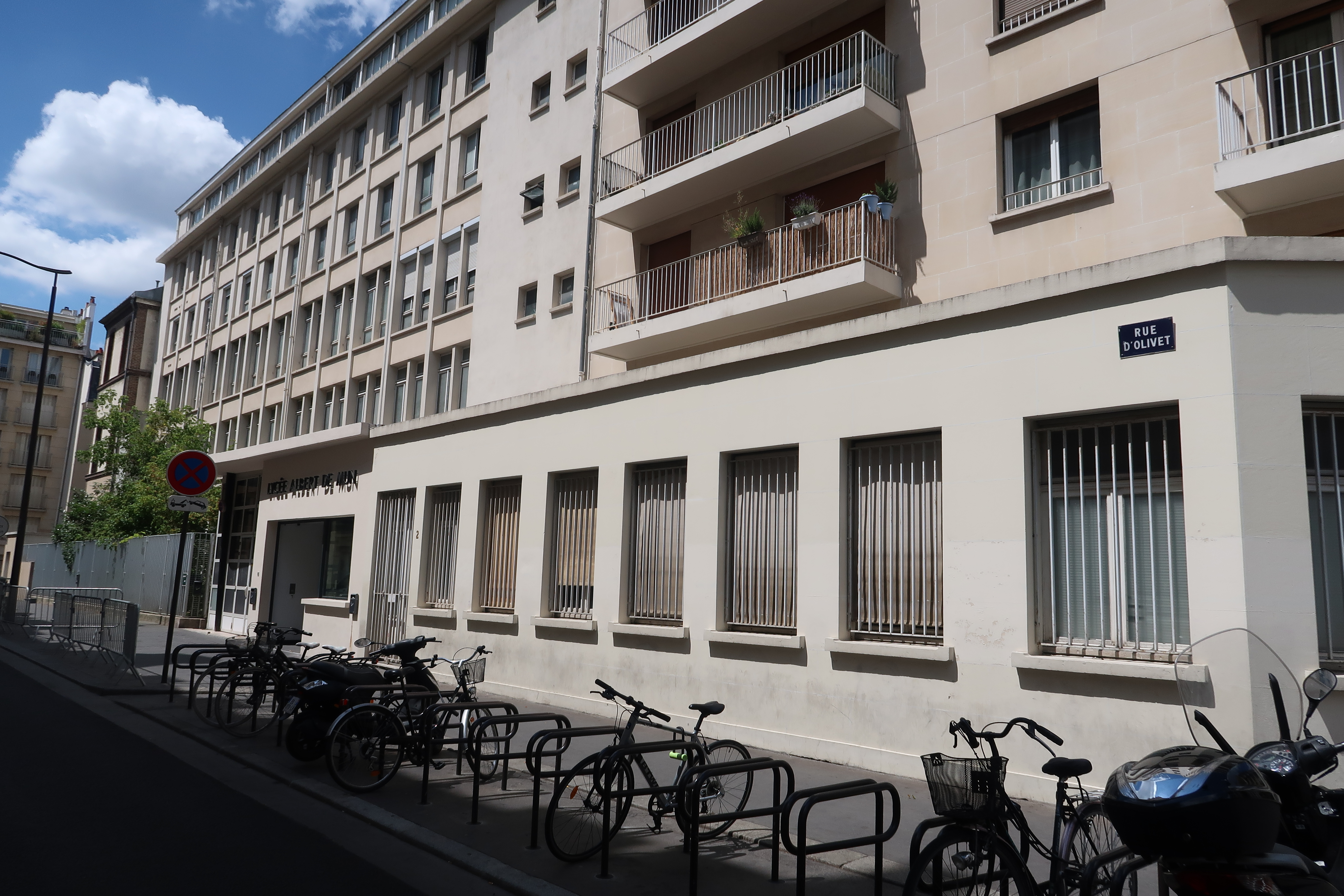
Lycée au no 2.